# Halle aux Vivres
La Halle aux Vivres est un musée français situé dans la citadelle-musée de Brouage, aujourd'hui un des hauts lieux du tourisme de la Charente-Maritime où 500 000 visiteurs arpentent chaque année les rues de Brouage qui bénéficie du statut prestigieux de Grand site national depuis 1989.

## Présentation
Ayant acquis une certaine notoriété, la Halle aux Vivres figure aujourd'hui sur la liste sélective des musées de la région Nouvelle-Aquitaine.
Ce musée qui est implanté dans le plus vaste édifice de la citadelle a été fondé en 1990. Il précède le musée jumeau de la Maison Champlain, ouvert au public en 2004, avec lequel des visites guidées et commentées sont menées conjointement en raison de leur aspect très complémentaire.

## Histoire
Ce beau et élégant bâtiment en brique rouge et pierre calcaire blanche a été édifié en 1631, rappelant par sa forme la réplique architecturale de la Corderie royale de Rochefort. Mais il est de dimension nettement plus modeste avec ses 54 mètres de longueur. Cependant, son emprise au sol est assez importante s'étendant sur 700 m² et étant construit sur deux niveaux, avec un toit à quatre pans et percé de 48 fenêtres.
Il servit d'entrepôt pour ravitailler les troupes et les vaisseaux de guerre de tout le littoral charentais et de l'estuaire de la Gironde. Il servit également de dépôt de boissons qui comprenaient des vins et des bières, des cognacs et autres spiritueux en quantité considérable et, ce, jusqu'en 1816, année où la halle aux vivres fut transformée en poudrière. Cette nouvelle fonction se maintint tout au long du XIXe siècle.
C'est dans l'entre-deux-guerres que ce bâtiment fut vendu à un particulier qui y effectua quelques rénovations dommageables dont l'abattement du second étage mais, après la Seconde Guerre mondiale, le bâtiment tomba inexorablement en ruines.
En 1990, cette construction, jusqu'alors fort endommagée et délabrée, et à l'état d'abandon, fut entièrement restaurée aux frais de l'État par le biais du Ministère des Affaires culturelles, de la région Poitou-Charentes et du département de la Charente-Maritime. 

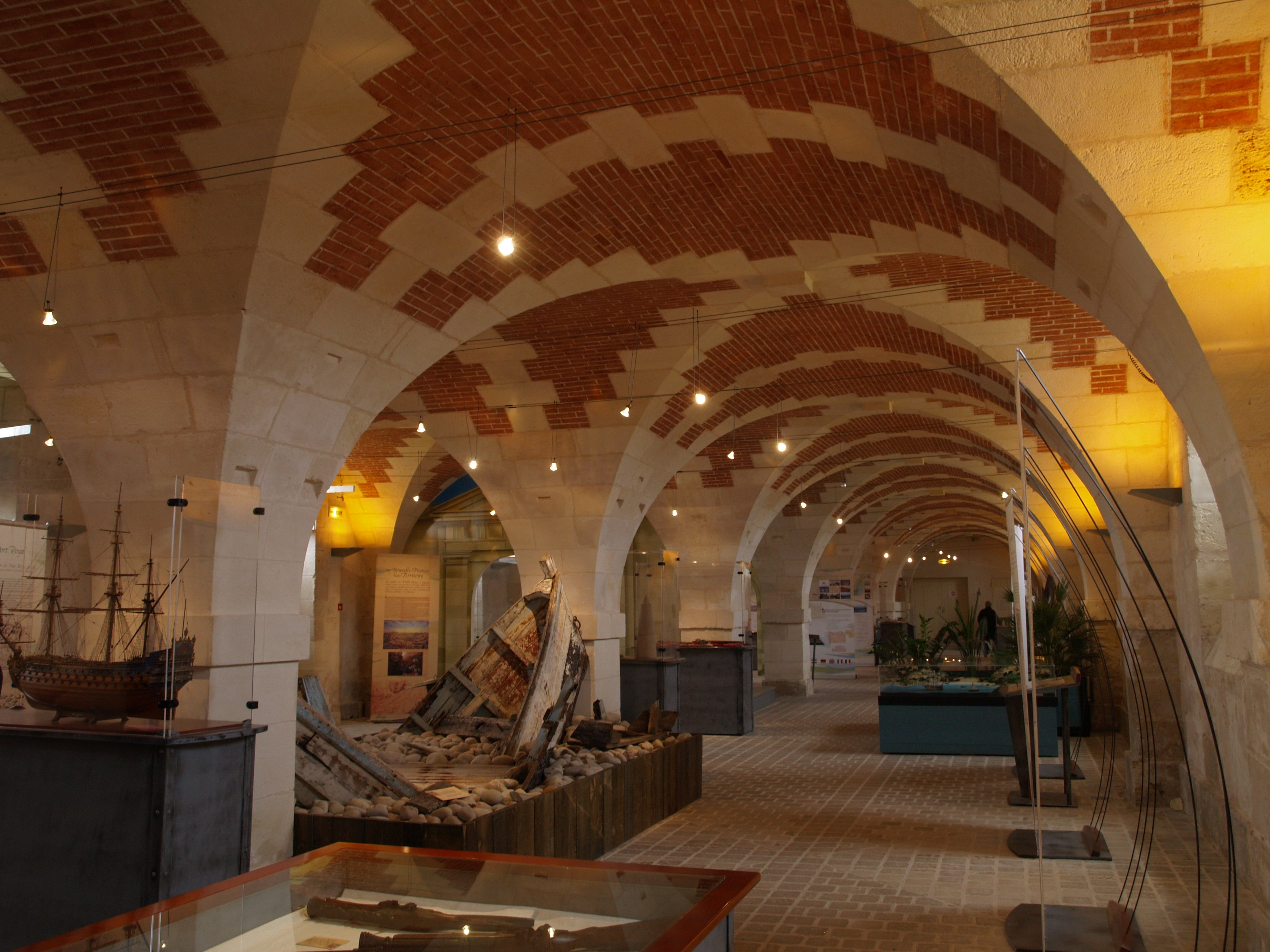
L'intérieur de la Halle aux Vivres a été l'objet d'une restauration tout à fait remarquable.

Le second étage qui avait été démoli a été réaménagé ainsi que les deux portes d'extrémité. De plus, la belle double voûte d'arêtes soutenue par dix piliers centraux a fait l'objet d'une réhabilitation à l'identique selon un plan de 1754. C'est le bâtiment le plus étendu de la citadelle de Brouage.
À l'issue de sa restauration en 1990, la Halle aux Vivres est devenue un des sites incontournables de la citadelle-musée de Brouage et est aujourd'hui largement recommandée par l'office du tourisme de Charente-Maritime ou de celui de Poitou-Charentes aussi bien que dans les nombreux guides touristiques comme le Guide Vert Michelin.

## Collections
La Halle aux Vivres est un musée historique à part entière et est devenu depuis 1990 le Musée des Places Fortes. 

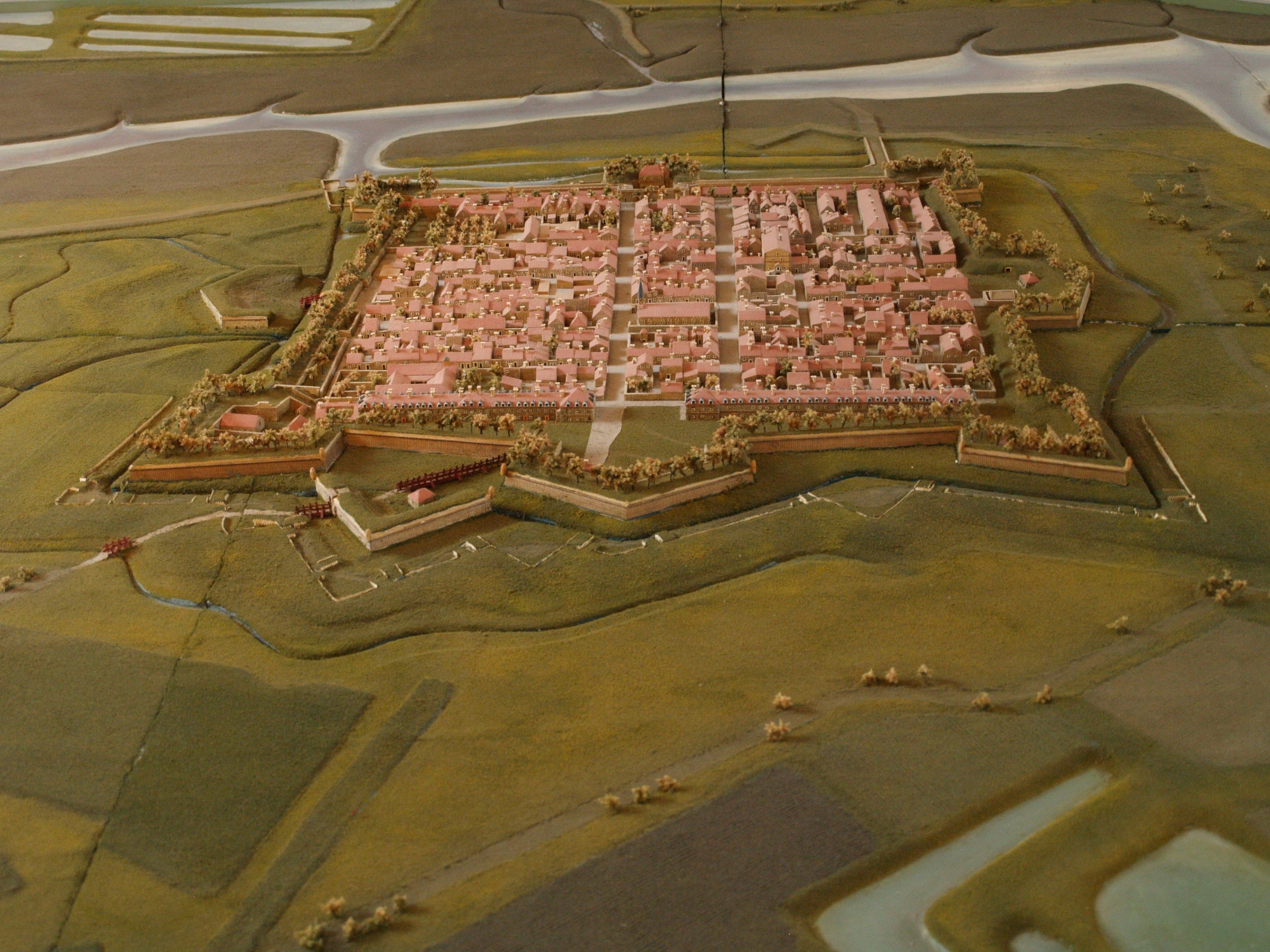
Le plan-relief de la Citadelle de Brouage selon un modèle du XVIIe siècle est exposé dans la Halle aux Vivres.

Il abrite notamment de nombreux plans, plans-reliefs, des maquettes et objets divers, ainsi qu'un atelier de reconstruction du plan-relief de Brouage qui y a réalisé le remarquable plan-relief de la Citadelle de Brouage selon un modèle du XVIIe siècle.
Le bâtiment abrite également une exposition permanente du Centre européen d'architecture militaire.
Enfin, la Halle aux Vivres reçoit des expositions temporaires annuelles d'une grande valeur historique et culturelle. Parmi celles-ci, une exposition historique mise en place en 2007 a été consacrée à Brouage ouvert sur le monde, en liaison avec la Maison Champlain par un sentier de lecture déambulatoire avec visite guidée entre les deux musées.
En juillet 2009 a été inaugurée une nouvelle exposition, intitulée "Brouage et les Pays-Bas, le monde Atlantique", en présence de l'ambassadeur des Pays-Bas pour célébrer le cinquième centenaire de la Réforme en l'honneur de Jean Calvin. Cette exposition a pu être réalisée en étroite association avec l'Université de La Rochelle.